# McKale Center
El McKale Memorial Center, conocido popularmente como McKale Center, es un pabellón multiusos situado en Tucson, Arizona. Inaugurado en 1973, es la sede del equipo de baloncesto de la Universidad de Arizona. Lleva el nombre de Pop McKale, que fuera jugador y entrenador de fútbol americano y de béisbol entre 1914 y 1957. Tiene en la actualidad una capacidad para 14 700 espectadores.

## Historia
La apertura del McKale Memorial Center en 1973 supuso el pasar de jugar ante unos cientos de espectadores en el viejo Bear Down Gym a hacerlo ante más de 13 000 personas. La instalación forma parte de un grupo de ellas situadas en la parte este del campus, junto al Arizona Stadium. En 2000, tras un partido ante la Universidad Estatal de Arizona, la cancha de juego se pasó a denominar "Lute Olson Court", como homenaje a Lute Olson, entrenador de los Wildcats entre 1983 y 2008. Un año más tarde, tras el fallecimiento de su última esposa, Bobbi, se cambió el nombre por el de "Lute and Bobbi Olson Court".

## Eventos
Ha sido sede en más de una decena de ocasiones de fases regionales del Torneo de la NCAA de baloncesto, además de albergar en 1988 el torneo de la Pac-10 Conference. 
El 12 de enero de 2011, el McKale Center albergó un memorial en recuerdo de las víctimas del tiroteo de Tucson de 2011 en el que fallecieron 6 personas, siendo presidido por el presidente Barack Obama.
A lo largo de su historia ha albergado innumerables conciertos de los grupos más importantes de la música actual. El artista que más veces ha actuado en el recinto ha sido Kenny Rogers, en tres ocasiones, seguido de Diana Ross, Garth Brooks, Bob Seger & the Silver Bullet Band, Crosby, Stills & Nash y Huey Lewis and the News con dos.